# Cabaray
Le Cabaray est un stratovolcan situé en Bolivie. Il est situé entre les volcans Isluga et Tata Sabaya, à l'est de la frontière avec le Chili.

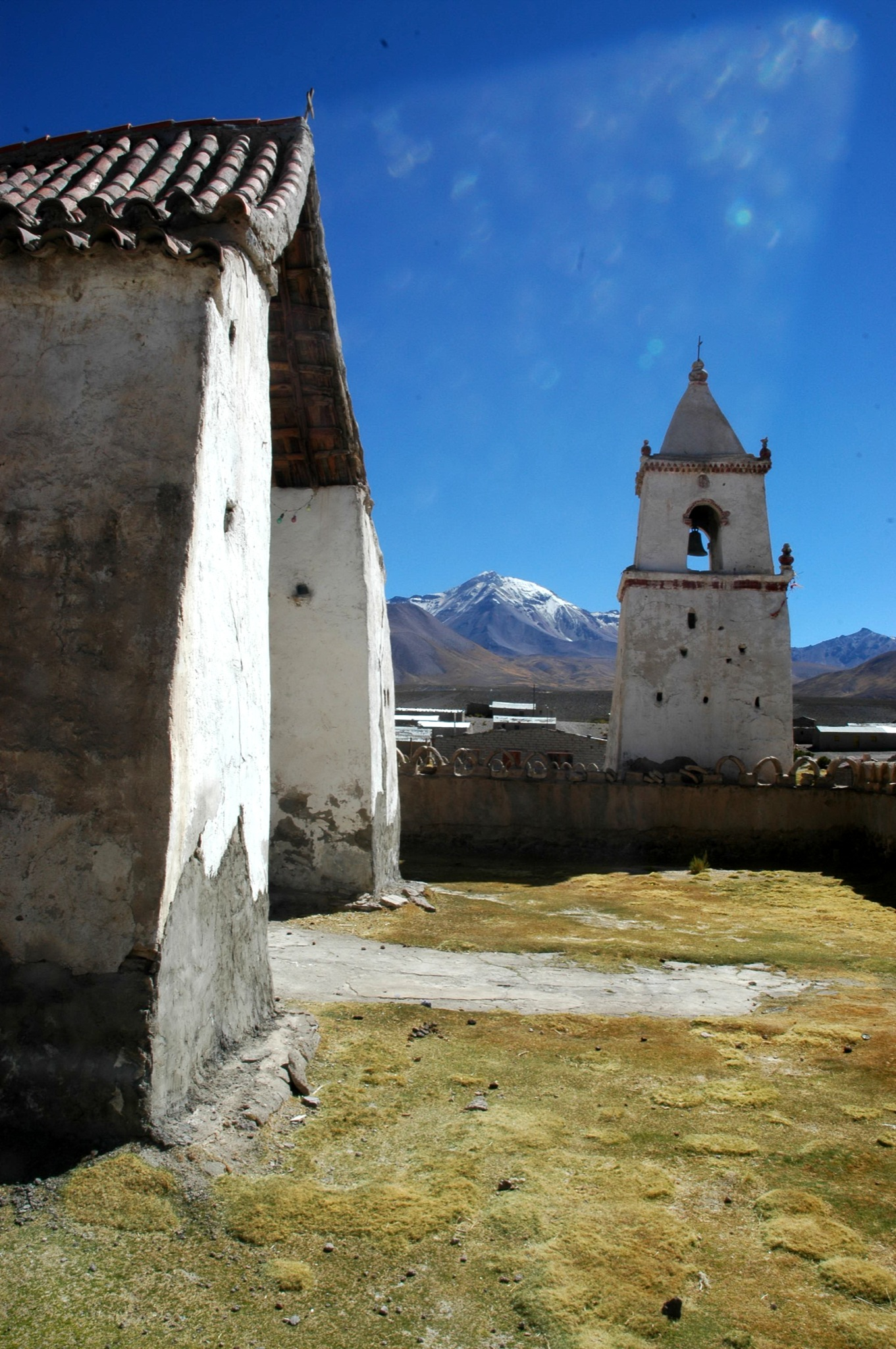
Vue du Cabaray (dernier plan) depuis Isluga.
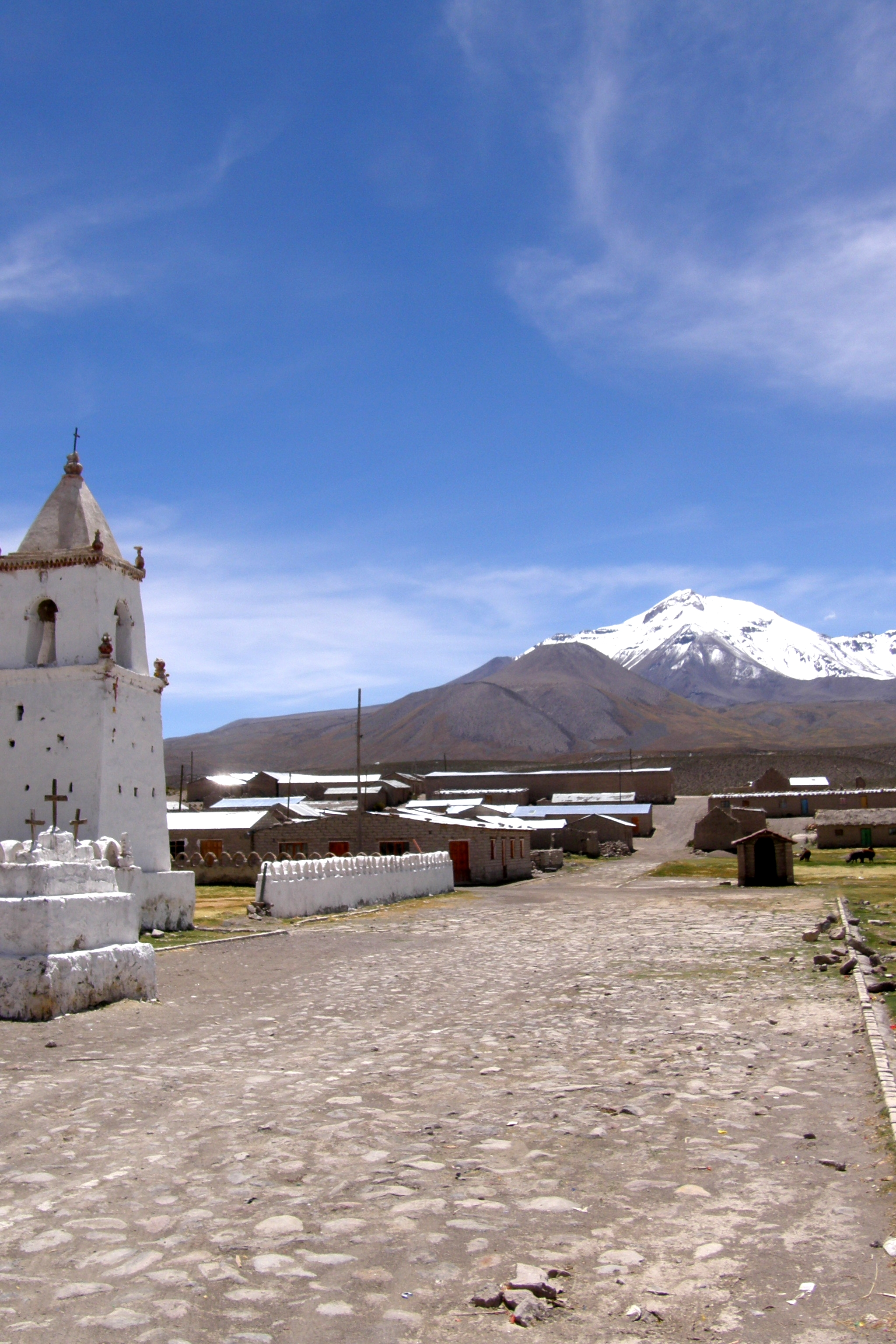
Le Cabaray sous la neige